# 8739 Моріхіса
8739 Моріхіса (8739 Morihisa) — астероїд головного поясу, відкритий 30 січня 1997 року.
Тіссеранів параметр щодо Юпітера — 3,162.